# 루크 케이지

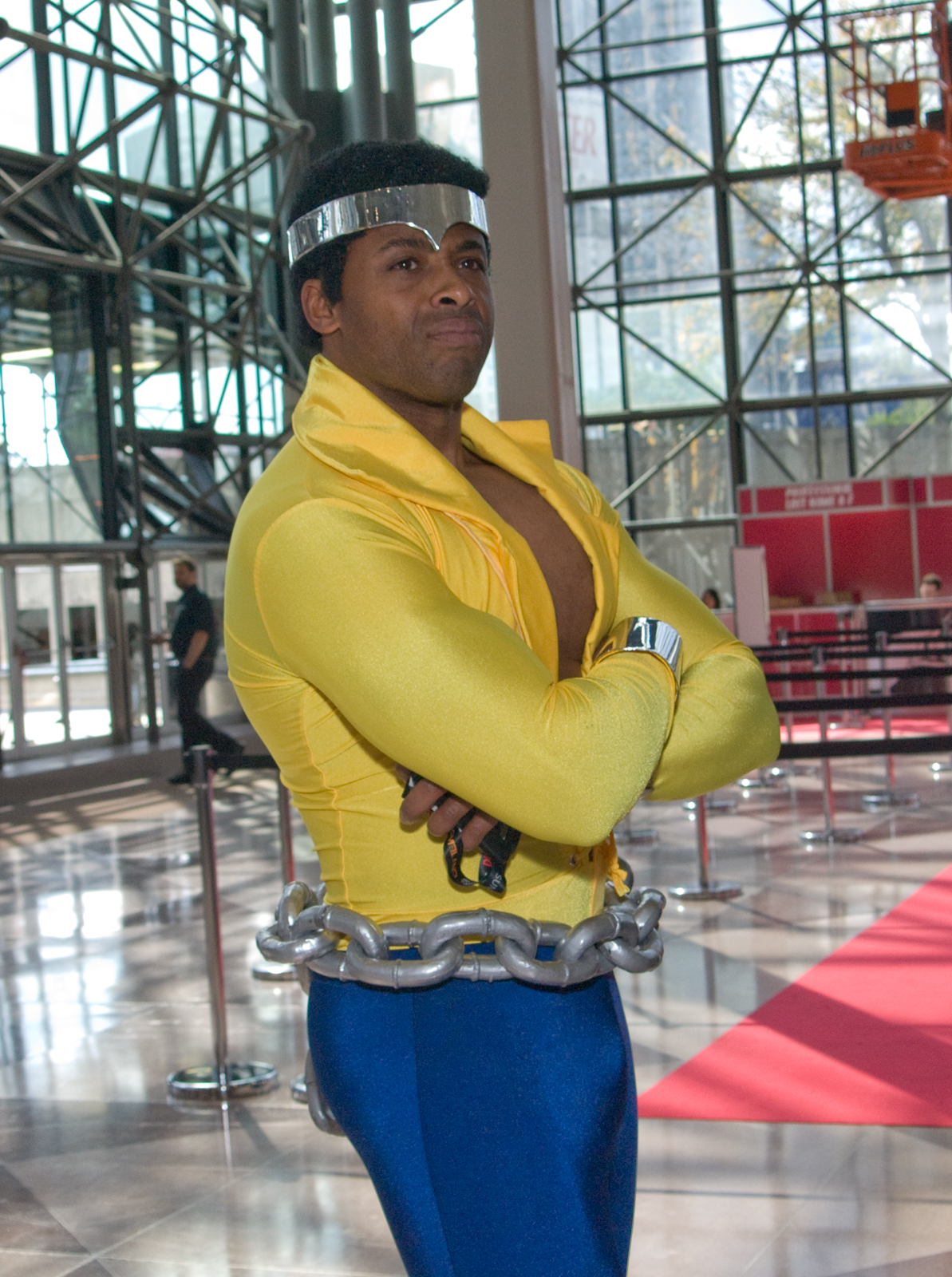

루크 케이지(Luke Cage)는 마블 코믹스에서 출간한 만화책의 등장인물이다. Luke Cage, Hero for Hire #1 (1972년 6월)에서 처음 등장하였다.
2015년 《제시카 존스》에서 마이크 콜터가 루크 케이지 역으로 등장하였다. 2016년에는 동명의 이름으로 웹드라마화되어 방영되었다.